# Лесник

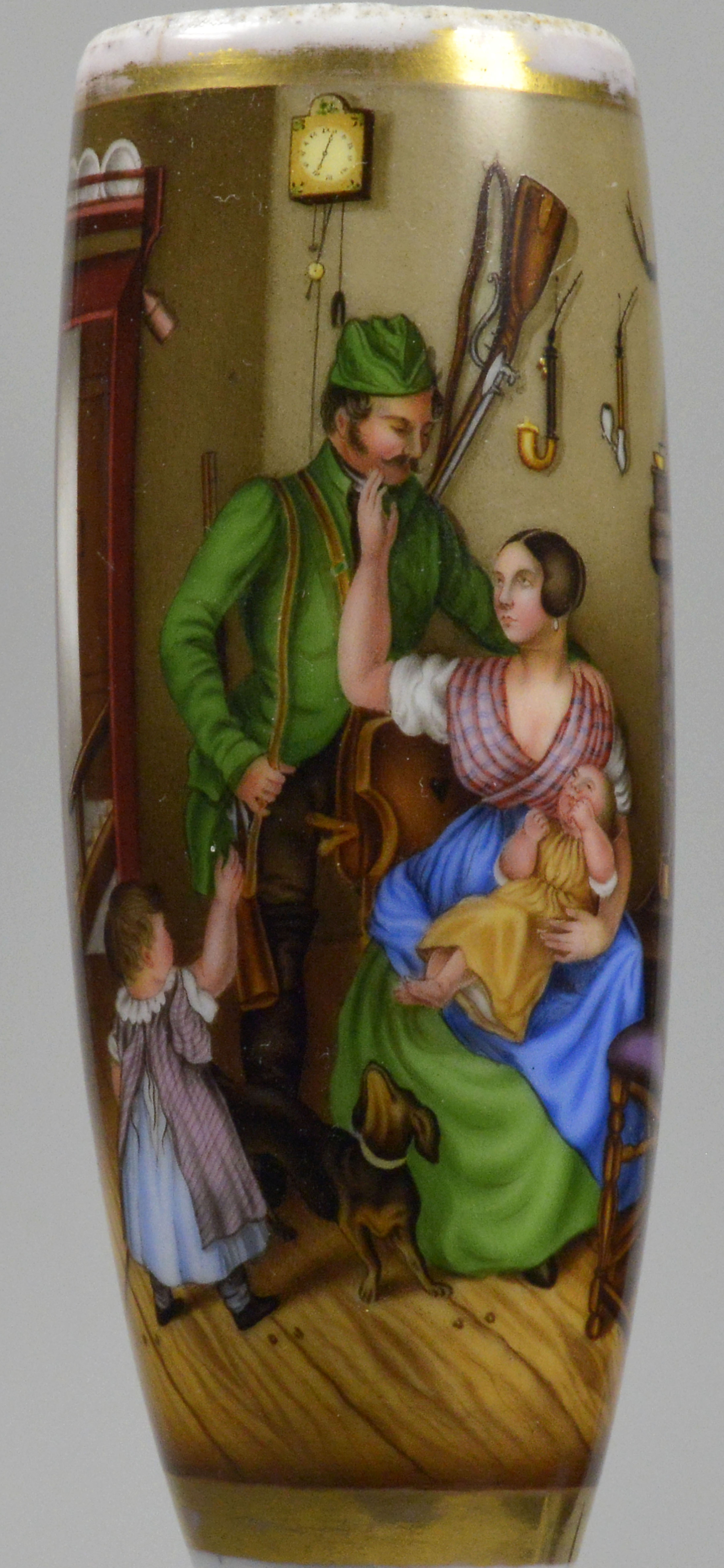
Лесник с семьёй (роспись фарфора; около 1840 года)

Лесни́к — в России до вступления в силу Лесного кодекса (2006) — работник государственной лесной охраны, штатный сотрудник лесничества. За лесником закреплялся лесной обход, ему выдавался паспорт участка, форменное обмундирование, могло выдаваться охотничье оружие. На должность лесника принимались лица, прошедшие подготовку в лесной школе, колледже, техникуме или на специальных курсах. Лесник непосредственно подчинялся мастеру леса. В настоящее время данная профессия не существует. Функции лесной охраны выполняют участковые лесничие и государственные лесные инспектора.

## Исторические сведения
С 1722 года в Российской империи обязанности лесников выполняла лесная стража, которую нанимали, как правило, из жителей ближайших к казённым лесам селений. В 1923 году образован общегосударственный лесной фонд, в подразделениях которого (лесничества, объезды, обходы) имелись должности лесничего, помощника лесничего, объездчика и обходчика. Впоследствии вместо должности обходчика введена должность лесника.
В 2007 году с введением нового лесного кодекса все лесники были уволены. В 2010 и 2011 году произошли массовые возгорания леса, причину этого многие увидели именно в новом кодексе и сокращении лесников.

## Обязанности лесника
Под охраной лесника находится всё имеющееся в обходе государственное имущество в соответствии с паспортом обхода — сооружения, земли, насаждения и другие объекты и имущество.
Лесник выполняет мероприятия по предупреждению, обнаружению и тушению лесных пожаров, сообщает в лесничество об обнаружении на участке вредителей и болезней деревьев.
Лесник обязан проверять документы на право охоты и хозяйственной деятельности в лесу (рубка, сенокошение, выпас скота), составлять акты о лесонарушениях, нарушениях правил охоты, пожарной безопасности.
Также лесник осуществляет руководство лесопосадочными работами, рубками ухода и другими работами по уходу за лесными культурами, сбору плодов, грибов; участвует в отводе территорий под лесосеки и для осуществления различной хозяйственной деятельности.
В охотничьем хозяйстве лесник может выполнять обязанности егеря.

## Лесник в массовой культуре
- Лесник — герой песен группы «Король и Шут», таких как «Лесник», «Собрание», «Что видел малыш».
- В 2011 году вышел сериал режиссёра В. Конисевича «Лесник».
- Игра Firewatch, в которой игрок исполняет обязанности лесника.